# Висланка
Висланка (словац. Vislanka) — село, община в округе Стара Любовня, Прешовский край, Словакия. Расположен в северо-восточной части Словакии на северо-восточных склонах Левоцких гор в долине потока Валашска вода.
Впервые упоминается в 1773 году.
В селе есть греко-католическая церковь св. Козми и Дамьяна построенная в 1842 году.

## Население
| Год:                | 1994 | 2004    | 2014    | 2024    |
| ------------------- | ---- | ------- | ------- | ------- |
| Количество человек: | 302  | 282     | 262     | 258     |
| Разница:            |      | −6,62 % | −7,09 % | −1,52 % |

Национальный состав населения (по данным последней переписи населения — 2001 год):
- словаки —  99,33%
- русины — 0,33%
- чехи — 0,33%

Состав населения по принадлежности к религии состоянию на 2001 год:
- греко-католики — 88,00%
- римо-католики — 10,33%
- православные — 0,33%
- не считают себя верующими или не принадлежат к одной вышеупомянутой церкви — 1,33%